# Lasioptera psederae
Lasioptera psederae är en tvåvingeart som beskrevs av Ephraim Porter Felt 1934. Lasioptera psederae ingår i släktet Lasioptera och familjen gallmyggor.
Artens utbredningsområde är Ohio. Inga underarter finns listade i Catalogue of Life.